# Human (Death)
Human è il quarto album in studio del gruppo musicale statunitense Death, pubblicato il 22 ottobre 1991.
Si tratta dell'album di maggior successo del gruppo, con oltre 94 000 copie vendute nei soli Stati Uniti d'America. Unico album dei Death presente nella classifica, occupa la 70ª posizione della lista dei 100 migliori album metal di tutti i tempi secondo Rolling Stone.

## Descrizione
Human fu il disco dei Death che cambiò l'atteggiamento stilistico del gruppo. Il sound di questo disco, infatti, risulta molto più tecnico rispetto ai tre dischi precedenti, caratterizzati invece da un approccio più brutale, e presenta influenze progressive e jazz, già anticipate, in parte,  dal precedente Spiritual Healing. Ciò è dovuto anche ai numerosi assoli di basso di Steve DiGiorgio, presenti in più tracce in tutto il disco, musicista con il quale il frontman Chuck Schuldiner instaurerà un duraturo rapporto lavorativo e di amicizia, anche al di fuori del progetto Death.
I testi sono maggiormente introspettivi, l'opposto di quelli più gore e horror dei primi album. Questa scelta stilistica si evolverà in tutti i successivi dischi del gruppo.
Della traccia Lack of Comprehension fu anche girato un video musicale. Nei crediti di Human vi è una dedica a Roger Patterson, eclettico bassista degli Atheist, morto in un incidente stradale.
Nella copertina dell'album il logo della band presenta dei cambiamenti: rispetto ai tre predecessori, perde le gocce di sangue che colano verso il basso e la ragnatela con il ragno sulla "D".
Nel 2011 Human è stato ripubblicato in una nuova versione remissata e rimasterizzata dalla Relapse Records, con l'aggiunta di due dischi bonus contenenti numerose demo tratte dal periodo di registrazione dell'album.

## Tracce
Testi e musiche di Chuck Schuldiner, eccetto dove indicato.
1. Flattening of Emotions - 4:28 (assolo: Schuldiner, Masvidal)
2. Suicide Machine - 4:19
3. Together as One - 4:06
4. Secret Face - 4:36
5. Lack of Comprehension - 3:39
6. See Through Dreams - 4:26
7. Cosmic Sea - 4:23 (secondo assolo: Masvidal; terzo assolo: Schuldiner, Masvidal)
8. Vacant Planets - 3:48 (assolo: Schuldiner, Masvidal)

Traccia bonus nell'edizione giapponese
1. God of Thunder - 3:57 (Paul Stanley) - cover dei Kiss

## Formazione
- Chuck Schuldiner – voce, chitarra
- Paul Masvidal – chitarra
- Steve DiGiorgio – basso
- Sean Reinert – batteria